# Тарновске Гури
Тарно̀вске Гу̀ри (на полски: Tarnowskie Góry; силезки: Tarnowský Góry; на немски: Tarnowitz; на чешки: Tarnovice) е град в Южна Полша, Силезко войводство. Административен център е на Тарногурски окръг. Обособен е в самостоятелна градска община (гмина) с площ 83,72 км2.

## География
Градът се намира в историческата област Горна Силезия. Разположен е на границата между географските макрорегиони Силезко плато и Силезка низина, северно от Битом.

## История
В периода 1975 – 1998 година градът е част от Катовишкото войводство.

## Население
Според данни от полската Централна статистическа служба, към 1 януари 2014 г. населението на града възлиза на 60 957 души. Гъстотата е 728 души/км2.

## Административно деление
Административно градът е разделен на 11 района (джелници):
- Бобровники Шльонске
- Лясовице
- Опатовице
- Пньовец
- Репти Шльонске
- Рибна
- Совице
- Старе Тарновице
- Стшибница
- Шрудмешче
- Центрум
- Осада „Яна"

## Личности
Родени в града:
- Ян Мьодек – полски езиковед
- Болеслав Любош – полски писател
- Карл Вернике – немски лекар, анатом, психиатър и невропатолог

## Градове портньори
- Бекешчаба, Унгария
- Кутна Хора, Чехия
- Бернбург, Германия
- Méricourt, Франция

## Фотогалерия
- Протестантска църква
- Винарна „Седлачек“
- Улица в Шрудмешче
- Осада Яна
- Сградата на пощата
- Дворец в район Рибна
- Църква „Преображение Господне“ в Бобровники Шльонске